# 神視角
神視角（God eye view、阿基米德點) 是假設的觀點，認為某些客觀真理可完美感知，或是可推理的可靠起點。換句話說，神觀點描述將自己從觀察對象移開的理想，就可看到它與其它所有事物的關係，同時保持獨立於它們。

## 批評
持懷疑態度和反現實主義的哲學家批評神視角的可能性，聲稱這是科學主義的形式，如Michael Shermer說「我們不能將我們的理論和概念由我們的資料和感知分開，就像我們不能找到真正的上帝視角來看待我們自己和我們的世界。」

## 外部連結
1. ↑  Archimedean Point （页面存档备份，存于）. Oxford Reference - Oxford University Press. Retrieved 18 April 2014.
2. ↑  Shermer, Michael. 1 October 2007. "The Really Hard Science （页面存档备份，存于）." Scientific American. Retrieved 18 June 2020.